# TV Cultura Rondônia
TV Cultura Rondônia é uma emissora de televisão brasileira sediada em Porto Velho, capital do estado de Rondônia. Opera no canal 25 (26 UHF digital) e é afiliada à TV Cultura. Pertence ao Sistema Gurgacz de Comunicação, do qual fazem parte o Diário da Amazônia, a Transamérica Porto Velho, a RedeTV! Rondônia e a Rádio Alvorada de Ji-Paraná.

## História

### Antecedentes
Anterior a criação da TV Cultura Rondônia, a empresa Radio e TV Maíra foi fundada em 27 de junho de 1991, mas apenas em junho de 2016 essa emissora entrou no ar, como afliada do canal Esporte Interativo, porém em 25 de setembro de 2018, com a descontinuação do Esporte Interativo como canal de televisão, tanto em TV Aberta, quanto como assinatura, a TV Maíra também deixou de ser afliada ao canal.
Em 26 de março de 2017, a TV Maíra passa a se chamar TV Gazeta Rondônia, se afiliando-se à TV Gazeta, mas a afiliação durou pouco, pelo fato do grupo já possui uma afiliação à TV Cultura no Paraná, a emissora decidiu-se por se afiliar a TV Cultura, se dando assim a criação da TV Cultura Rondônia.

### Inauguração
A TV Cultura Rondônia entrou no ar em 19 de outubro de 2018 em Porto Velho, como afiliada da TV Cultura, e a fundação do canal se deu pelo grupo já possuí a TV Cultura no Paraná e pelo fato de todos que trabalham lá são da mesma administração.

## Programação
A emissora produz e transmite programas como o Na Linha da Verdade apresentado por Rosinaldo Guedes, onde o programa trata de informar os fatos que acontecem na capital e no interior de Rondônia. Um outro programa local é o Porto Velho Agora apresentado por Edielson Souza, com assuntos de interesse da comunidade, com entrevistas e opinião. No assunto de política, tem o programa Rondônia em Debate, apresentado por Ada Dantas e Jesuíno Boabaid. 

## Sinal digital
| Canal virtual | Canal digital | Proporção de tela | Programação                                               |
| ------------- | ------------- | ----------------- | --------------------------------------------------------- |
| 25.1          | 26 UHF        | 1080i             | Programação principal da TV Cultura Rondônia / TV Cultura |

A emissora iniciou suas transmissões digitais no mesmo dia de sua inauguração, pelo canal 25 UHF em Porto Velho. Apenas na emissora de Porto Velho os programas locais são produzidos em alta definição.